# Ólafur Arnalds
Ólafur Arnalds (Mosfellsbær, 3 november 1986) is een IJslands multi-instrumentalist, componist en muziekproducent. Hij is de neef van zangeres en muzikante Ólöf Arnalds.

## Biografie
Ólafur begon zijn carrière als drummer in hardcorepunk- en heavymetalbands, maar maakt tegenwoordig muziek waarin hij strijkinstrumenten, piano, ambient en elektronische muziek mengt. Zijn stijl wordt soms aangeduid als eigentijdse klassieke muziek. Ook maakt hij muziek voor films en televisieseries zoals Broadchurch. Hij toerde onder meer met Sigur Rós in 2008.
In 2009 vormde Arnalds een experimenteel techno-project, genaamd Kiasmos, samen met Janus Rasmussen van de IJslandse electropopband Bloodgroup. In 2014 werd het debuutalbum van Kiasmos bekendgemaakt.

## Discografie
- Eulogy for Evolution (album, 2007)
- Variations of Static (ep, 2008)
- Found Songs (ep, 2009)
- Dyad 1909 (ep, 2009)
- ...And They Have Escaped the Weight of Darkness (album, 2010)
- Living Room Songs (album, 2011)
- Stare (ep, 2012) met Nils Frahm
- For Now I Am Winter (album, 2013)
- Island Songs (ep, 2016)
- re:member (album, 2018)
- some kind of peace (album, 2020)
- A Dawning (2025)

### Soundtracks
- Dyad 1909 (2009)
- Blinky TM (korte film) (2010)
- Jitters (2010)
- Another Happy Day (2011)
- The Hunger Games (2012)
- Broadchurch: Music from the Original Soundtrack (2013)
- Gimme Shelter (2014)
- Vonarstræti/Life in a Fishbowl (2014)
- Broadchurch (2015)

## Prijzen/nominaties
In 2014 won Arnalds de BAFTA prijs voor Originele Muziek voor de Britse televisieserie Broadchurch.